# Anthony Jackson
Anthony Jackson est un bassiste américain de jazz né le 23 juin 1952.
Il est reconnu comme un virtuose, et il est par ailleurs à l'origine de la basse électrique 6 cordes, soit deux de plus que la basse traditionnelle (une plus grave et une plus aiguë).
Il a joué sur des centaines d'albums œuvrant comme accompagnateur pour de grands musiciens de jazz.
On peut citer entre autres Michel Camilo, Chick Corea, Michel Petrucciani, Steve Khan (en), Al Di Meola, Steely Dan, Biréli Lagrène, Pat Metheny, Hiromi Uehara mais également d'autres styles de musique comme la pop avec Michael Jackson - Simon & Garfunkel.

## Discographie

### Leader
- Easy Pieces de Easy Pieces (Steve Ferrone, Renee Geyer, Anthony Jackson, Hamish Stuart) (A&M, 1988)
- Trio in Tokyo avec Michel Petrucciani, Steve Gadd (Dreyfus, 1999)
- Interspirit avec Yiorgos Fakanas (Abstract Logix, 2010)

### Musicien invité
avec Patti Austin
- Havana Candy (CTI, 1977)
- Every Home Should Have One (Qwest, 1981)
- In My Life (CTI, 1983)

avec Alex Bugnon
- This Time Around (Epic, 1993)
- Tales from the Bright Side (RCA, 1995)
- As Promised (Narada, 2000)

avec Michel Camilo
- Why Not? (Electric Bird, 1985)
- In Trio (Electric Bird, 1986)
- Rendezvous (Columbia, 1993)
- One More Once (Columbia, 1994)
- Thru My Eyes (TropiJazz, 1997)
- Triangulo (Telarc, 2002)
- Caribe (Calle 54, 2009)

avec Jorge Dalto
- Rendez-Vous (Eastworld, 1983)
- New York Nightline (Eastworld, 1984)
- Listen Up! (Gaia 1988)

avec Leslie Mándoki
- People in Room No. 8 (PolyGram, 1997)
- Soulmates (Paroli, 2002)
- Out of Key...with the Time (Sony, 2002)
- Legends of Rock (Paroli, 2005)
- Aquarelle (NEO, 2009)
- BudaBest (Sony, 2013)

avec Al Di Meola
- Land of the Midnight Sun (Columbia, 1976)
- Elegant Gypsy (Columbia, 1977)
- Casino (Columbia, 1978)
- Splendido Hotel (Columbia, 1980)
- Tour de Force (CBS, 1982)
- Electric Rendezvous (Columbia, 1982)
- Tirami Su (EMI-Manhattan, 1987)
- Kiss My Axe (Tomato, 1991)
- Flesh on Flesh (Telarc, 2002)
- Cosmopolitan Life (Ole, 2005)
- Vocal Rendezvous (SPV, 2006)

avec Will Downing
- A Dream Fulfilled (Island, 1991)
- Love's the Place to Be (4th & Broadway 1993)
- Moods (4th & Broadway 1995)
- All the Man You Need (Motown 2000)
- Christmas, Love and You (GRP, 2004)
- Lust, Love & Lies (Peak 2010)
- Silver (2013)

avec Roberta Flack
- Feel Like Makin' Love (Atlantic, 1974)
- Blue Lights in the Basement (Atlantic, 1977)
- Roberta Flack (Atlantic, 1978)
- Roberta Flack Featuring Donny Hathaway (Atlantic, 1979)
- Roberta (Atlantic, 1994)

avec Carlos Franzetti
- New York Toccata (Verve, 1985)
- Tropic of Capricorn (Square Discs 1993)
- Grafitti (Sonorama, 2007)

avec Jun Fukamachi
- Spiral Steps (Kitty, 1976)
- The Sea of Dirac (Kitty, 1977)
- Evening Star (Kitty, 1978)
- Live (Alfa, 1978)
- On the Move (Alfa, 1978)

avec Eric Gale
- Ginseng Woman (Columbia, 1977)
- Multiplication (Columbia, 1977)
- Part of You (Columbia, 1979)

avec Terumasa Hino
- City Connection (Flying Disk, 1979)
- Daydream (Flying Disk, 1980)
- Double Rainbow (CBS/Sony, 1981)

avec Garland Jeffreys
- Ghost Writer (A&M, 1977)
- One-Eyed Jack (A&M, 1978)
- I'm Alive (Universal, 2006)

avec Chaka Khan
- Chaka (Warner Bros., 1978)
- Naughty (Warner Bros., 1980)
- What Cha' Gonna Do for Me (Warner Bros., 1981)
- Chaka Khan (Warner Bros., 1982)
- Destiny (Warner Bros., 1986)
- The Woman I Am (Warner Bros., 1992)

avec Steve Khan
- Eyewitness (Antilles, 1981)
- Modern Times (Trio, 1982)
- Casa Loco (Antilles, 1984)
- Helping Hand (Polydor, 1987)
- Public Access (GRP, 1990)
- Headline (Polydor, 1992)
- Crossings (PolyGram, 1994)
- The Suitcase: Live in Koln '94 (ESC, 2008)
- Parting Shot (ESC, 2011)

avec Tania Maria
- Made in New York (Manhattan, 1985)
- The Lady from Brazil (Manhattan, 1986)
- Bela Vista (World Pacific, 1990)
- Europe (Pee Wee Music, 1997)

avec Harvey Mason
- Earthmover (Arista, 1976)
- Funk in a Mason Jar (Arista, 1977)
- Stone Mason (Alfa, 1982)

avec Michel Petrucciani
- Music (Blue Note, 1989)
- Playground (Blue Note, 1991)
- Both Worlds (Dreyfus, 1997)
- Trio in Tokyo (Dreyfus, 1999)

avec Buddy Rich
- Transition (Groove Merchant, 1974)
- Very Live at Buddy's Place (Groove Merchant, 1974)
- The Bull (Chiaroscuro, 1980)
- Tuff Dude (LRC, 1986)
- The All Star Small Groups (LRC, 2001)

avec Lee Ritenour
- Captain Fingers (Epic, 1977)
- The Captain's Journey (Elektra, 1978)
- Lee Ritenour & His Gentle Thoughts (JVC, 1977)
- On the Line (Elektra Musician 1983)
- Festival (GRP, 1988)
- Color Rit (GRP, 1989)
- Overtime (Eagle Eye 2004)
- World of Brazil (GRP, 2005)

avec Mike Stern
- Odds or Evens (Atlantic, 1991)
- Who Let the Cats Out? (Heads Up, 2006)
- All Over the Place (Heads Up, 2012)

avec Hiromi Uehara
- Another Mind (Telarc, 2003)
- Brain (Telarc, 2004)
- Voice (Telarc, 2011)
- Move (Telarc, 2012)
- Alive (Telarc, 2014)
- Spark (Telarc, 2016)

avec Grover Washington Jr.
- A Secret Place (Kudu, 1976)
- In Concert (Pioneer, 1982)
- Inside Moves (Elektra, 1984)

Variés
- Monty Alexander, Caribbean Circle (Chesky, 1992)
- Peter Allen, Continental American (A&M, 1974)
- Gabriela Anders, Cool Again (Evj! 2015)
- Ashford & Simpson, Stay Free (Warner Bros., 1979)
- Fahir Atakoglu, If (Taxim Edition Turkiye, 2005)
- Fahir Atakoglu, Istanbul in Blue (Far & Here, 2007)
- Anita Baker, Rhythm of Love (Atlantic, 1994)
- Bob Baldwin (en), Lookin' Back (nuGroove, 2009)
- Gato Barbieri, Passion and Fire (A&M, 1984)
- Gato Barbieri, Que Pasa (Columbia 1997)
- Thereza Bazar, The Big Kiss (MCA, 1985)
- Jim Beard, Song of the Sun (CTI, 1991)
- Bee Gees, Still Waters (Polydor, 1997)
- George Benson, In Your Eyes (Warner Bros., 1983)
- George Benson, 20/20 (Warner Bros., 1985)
- Warren Bernhardt, Manhattan Update (Arista Novus 1980)
- Warren Bernhardt, Hands On (DMP, 1987)
- Randy Bernsen, Paradise Citizens (Zebra, 1988)
- Rory Block, House of Hearts (Zensor, 1988)
- Rory Block, Ain't I a Woman (Zensor, 1992)
- Perry Botkin Jr., Ports (A&M, 1977)
- Ralph Bowen, Movin' On (Criss Cross 1992)
- Till Brönner, Midnight (Button 1996)
- Peabo Bryson, Take No Prisoners (Elektra, 1985)
- Peabo Bryson, Positive (Elektra, 1988)
- Jimmy Buffett, Hot Water (MCA, 1988)
- Dina Carroll, So Close (A&M, 1993)
- Dennis Chambers, Getting Even (Glass House 1992)
- Dennis Chambers, Planet Earth (BHM, 2005)
- Sandeep Chowta, Matters of the Heart (Sony, 2013)
- John Clark (en), Il Suono (CMP, 1993)
- Norman Connors, Slew Foot (Buddah, 1974)
- Norman Connors, You Are My Starship (Buddah, 1976)
- Chick Corea, The Leprechaun (Polydor, 1976)
- Hank Crawford, Hank Crawford's Back (Kudu, 1976)
- Randy Crawford, Everything Must Change (Warner Bros., 1976)
- Randy Crawford, Abstract Emotions (Warner Bros., 1986)
- Lou Courtney, Buffalo Smoke (RCA Victor, 1976)
- Eddie Daniels, Morning Thunder (Columbia, 1980)
- Michael Davis, Midnight Crossing (Lipstick, 1994)
- Rainy Davis, Sweetheart (Columbia, 1987)
- Eumir Deodato, Very Together (MCA, 1976)
- Devonsquare, Bye Bye Route 66 (Atlantic, 1991)
- Paul Dresher & Ned Rothenberg, Opposites Attract (CounterCurrents 1991)
- Gene Dunlap, Party in Me (Capitol/EMI 1981)
- Eliane Elias, A Long Story (Manhattan, 1991)
- Pee Wee Ellis, Home in the Country (Savoy, 1977)
- Jon Faddis, Good and Plenty (Buddah, 1979)
- Donald Fagen, The Nightfly (Warner Bros., 1982)
- Joe Farrell, La Catedral y el Toro (Warner Bros., 1977)
- Rachelle Ferrell, Rachelle Ferrell (Capitol, 1992)
- Barry Finnerty, Lights On Broadway (Morning, 1985)
- Barry Finnerty, Space Age Blues (Hot Wire, 1998)
- Sonny Fortune, Infinity Is (Atlantic, 1978)
- Hiroshi Fukumura, Hot Shot (Morning, 1985)
- Four Tops, Magic (Motown, 1985)
- Henry Gaffney, Waiting for a Wind (RCA 1976)
- Henry Gaffney, On Again Off Again (Manhattan, 1978)
- Carlos Garnett, Journey to Enlightenment (Muse, 1974)
- Carlos Garnett, Let This Melody Ring On (Muse, 1975)
- Stephane Grappelli, Uptown Dance (Columbia, 1978)
- Urbie Green, The Fox (CTI, 1977)
- Michael Gregory, Situation X (Island, 1983)
- Dave Grusin, One of a Kind (Polydor, 1977)
- Kit Hain, School for Spies (Mercury, 1983)
- Delores Hall (en), Delores Hall (Capitol/EMI 1979)
- Lionel Hampton, Hamp's Blues (Denon 1986)
- Lionel Hampton, Mostly Blues (Musicmasters 1989)
- Gene Harris, Tone Tantrum (Blue Note, 2001)
- Takehiro Honda, It's Great Outside (Flying Disk, 1978)
- Lena Horne, Lena Horne: the Lady and Her Music (Qwest, 1981)
- Miki Howard, Love Confessions (Atlantic, 1987)
- Bobbi Humphrey, Freestyle (Epic, 1978)
- Phyllis Hyman, Phyllis Hyman (Buddah, 1977)
- Masaru Imada, Tropical Sunset (Trio, 1981)
- Masaru Imada, Blue Marine (Trio, 1982)
- Freddie Jackson, Do Me Again (Capitol, 1990)
- Joe Jackson, Will Power (A&M, 1987)
- Rebbie Jackson, Reaction (CBS, 1986)
- Al Jarreau, L Is for Lover (Warner Bros., 1986)
- Quincy Jones, Sounds...and Stuff Like That!! (A&M, 1978)
- Junior, Acquired Taste (London 1985)
- Ryo Kawasaki, Mirror of My Mind (Satellites, 1997)
- Earl Klugh, Finger Paintings (Blue Note, 1977)
- Earl Klugh, Ballads (Manhattan, 1993)
- Kahoru Kohiruimaki, Distance (TDK, 1990)
- Wayne Krantz, Signals (Enja, 1990)
- Bireli Lagrene, My Favorite Django (Dreyfus, 1995)
- Yusef Lateef, The Doctor Is in ...and Out (Atlantic, 1976)
- Webster Lewis, On the Town (Epic, 1976)
- Dave Liebman, Back On the Corner (Tone Center, 2006)
- Reggie Lucas, Survival Themes (East Wind 1976)
- Ralph MacDonald, Port Pleasure (Videoarts, 1998)
- Teo Macero, Impressions of Virus (Columbia, 1980)
- Madonna, Madonna (Sire, 1983)
- Teena Marie, Robbery (Epic, 1983)
- Sleepy Matsumoto, Papillon (Compose, 1992)
- Maureen McGovern, Baby I'm Yours (BMG, 1992)
- Sergio Mendes, Sergio Mendes and the New Brasil '77 (Elektra, 1977)
- Pat Metheny, Secret Story (Geffen, 1992)
- Bette Midler, Thighs and Whispers (Atlantic, 1979)
- Barry Miles (en), Sky Train (RCA Victor, 1977)
- Russell Morris, Turn It On (Wizard, 1976)
- Gerry Mulligan, Little Big Horn (GRP, 1983)
- Milton Nascimento, Angelus (Warner Bros., 1993)
- Milton Nascimento, Nascimento (Warner Bros., 1997)
- David "Fathead" Newman, Mr. Fathead (Warner Bros., 1976)
- Maxine Nightingale, Night Life (United Artists, 1977)
- Claude Nougaro, L'amour Sorcier (Mercury/Universal, 2014)
- The O'Jays, Ship Ahoy (Philadelphia International, 1973)
- Jeffrey Osborne, Only Human (Arista, 1990)
- Billy Paul, 360 Degrees of Billy Paul (Philadelphia International, 1972)
- Billy Paul, War of the Gods (Philadelphia International, 1973)
- Phil Perry, Pure Pleasure (MCA GRP, 1994)
- Peter, Paul & Mary, No Easy Walk to Freedom (Mercury, 1986)
- Esther Phillips, Capricorn Princess (Kudu, 1976)
- Simon Phillips, Another Lifetime (Lipstick, 1997)
- Noel Pointer, Hold On (United Artists, 1978)
- Jesse Rae, The Thistle (Luzuli Music 2014)
- Ernest Ranglin, Gotcha! (Telarc, 2001)
- Lou Rawls, Shades of Blue (Philadelphia International, 1980)
- Jess Roden, The Player Not the Game (Island, 1977)
- Diana Ross, The Boss (Motown, 1979)
- Ray Russell (en), Goodbye Svengali (Cuneiform, 2006)
- Sam & Dave, Soul Study Volume 1 (51 West 1982)
- David Sanborn, A Change of Heart (Warner Bros., 1987)
- David Sanborn, Heart to Heart (Warner Bros., 1990)
- Arturo Sandoval, Flight to Freedom (GRP, 1991)
- Alejandro Sanz, No Es Lo Mismo (WEA, 2006)
- Lalo Schifrin, Black Widow (CTI, 1976)
- Lalo Schifrin, Towering Toccata (CTI, 1977)
- Helen Schneider, Let It Be Now (Windsong, 1978)
- John Scofield, Who's Who? (Arista Novus 1979)
- John Sebastian, Tar Beach (Shanachie, 1992)
- Doc Severinsen, Brand New Thing (Epic, 1977)
- Carly Simon, Torch (Warner Bros., 1981)
- Edward Simon (en), Beauty Within (AudioQuest, 1994)
- Paul Simon, One-Trick Pony (Warner Bros., 1980)
- Paul Simon, Hearts and Bones (Warner Bros., 1983)
- Simon & Garfunkel, The Concert in Central Park (Warner Bros., 1982)
- Kathy Sledge, Heart (Epic, 1992)
- Lonnie Liston Smith, Silhouettes (Doctor Jazz, 1984)
- Steve Smith, Steve Smith and Buddy's Buddies Featuring Buddy Rich Alumni (Tone Center, 1999)
- Phoebe Snow, Something Real (Elektra, 1989)
- Bert Sommer, Bert Sommer (Capitol, 1977)
- David Spinozza, Spinozza (A&M, 1978)
- David Spinozza, Superstar (A&M, 1978)
- Steely Dan, Gaucho (MCA, 1980)
- Jeremy Steig, Temple of Birth (Columbia, 1975)
- Charles Sullivan (en), Genesis (Strata-East, 1974)
- Ximo Tebar, Eclipse (Sunnyside, 2006)
- Nino Tempo, Tenor Saxophone (Atlantic, 1990)
- John Tropea, NY Cats Direct (DMP, 1986)
- John Tropea, Tropea 10: The Time Is Right (Videoarts, 2007)
- Michal Urbaniak, Fusion III (CBS, 1975)
- Michal Urbaniak, Ecstasy (Marlin, 1978)
- Dave Valentin, Legends (Arista GRP, 1978)
- Luther Vandross, Never Too Much (Epic, 1981)
- Harold Vick, After the Dance (Wolf, 1977)
- Roch Voisine, Coup de tête (Les Disques Star Records, 1994)
- Martha Wash, Martha Wash (RCA 1992)
- Kazumi Watanabe, Mermaid Boulevard (Alfa, 1978)
- Sadao Watanabe, Autumn Blow (Flying Disk, 1977)
- Sadao Watanabe, How's Everything (Columbia, 1980)
- Frank Weber, As the Time Flies (RCA Victor, 1978)
- Dave Weckl, Master Plan (GRP, 1990)
- Dave Weckl, Hard-Wired (GRP, 1994)
- James D-Train Williams, Miracles of the Heart (Sony, 2011)
- Vanessa Williams, The Sweetest Days (Mercury, 1994)
- Nancy Wilson, Nancy Now! (Columbia, 1988)
- Bernie Worrell/Jesse Rae, Worae (Luzuli Music 2017)
- Akiko Yano, Welcome Back (Midi, 1989)
- Akiko Yano, Love Life (Nonesuch, 1993)